# Gabara punctulata
Gabara punctulata är en fjärilsart som beskrevs av William Schaus 1894. Gabara punctulata ingår i släktet Gabara och familjen nattflyn. Inga underarter finns listade i Catalogue of Life.